# Morrón Sur
El Morrón Sur, con 2.214 m de altitud, es la tercera cima más alta de la sierra de Gádor, al sur de la provincia de Almería (España). Se encuentra inmediatamente al sur del Morrón de la Bandera o de los Franceses, del cual conforma una cima subsidiaria. Administrativamente pertenece al término municipal de Dalías.

## Descripción
Se sitúa en una zona conocida como ''El Pelao'', una meseta alomada y sin relieves escarpados en torno a los 2.000 de altitud que conforma la parte alta de la sierra. Se trata de una cima subsidiaria respecto al Morrón de la Bandera, con una prominencia de 22 m respecto al mismo.
Tiene su vértice geodésico a 2.214 m, aunque alcanza los 2.216 m de altitud en su punto más alto. En su cima también se encuentran los restos de un antiguo observatorio astronómico, ya abandonado.
El clima en invierno puede llegar a ser muy frío, con algunas nevadas y temperaturas de hasta -15 °C.
Desde su cima se pueden observar las vistas a todo el campo de Dalías al sur. Al norte, Sierra Nevada queda oculta por el Morrón de Lagunilla.